# (1920) Sarmiento
(1920) Sarmiento (1971 VO) – planetoida z pasa głównego asteroid okrążająca Słońce w ciągu 2,68 lat w średniej odległości 1,93 j.a. Odkryta 11 listopada 1971 roku.